# Oroszlámos
Oroszlámos (szerbül Банатско Аранђелово / Banatsko Aranđelovo) Törökkanizsa községhez tartozó település Szerbiában, a Vajdaságban, a Bánságban.

## Fekvése
Törökkanizsától keletre, a magyar-szerb-román hármashatár közelében, Sziget, Firigyháza és Podolkány közt fekvő település.

## Nevének eredete
1003 körül - a fennmaradt legenda szerint - a Csanád nemzetség ősének: Csanád vezérnek, amikor itt táborozott, álmában oroszlán jelent meg, innen van a hely neve. Györffy György szerint azonban valójában az Oroszlánmonostora olyan román stílusú monostorépület volt, melynek oroszlánok díszítették a bejáratát. A legenda elbeszélése szerint Csanád a Marosváron talált görög apátot és 10 szerzetest itt telepítette le és Szent György tiszteletére monostort alapított számukra.

## Története
A mai Oroszlámos 1748-1761 között keletkezett, első lakosai 1748 után Majdánról költöztek ide, amely egészen a 17. század végéig Oroszlámos nevet viselt.
A helységet Perlas gróf temesvári tartományi kormányzó telepítette és az 1761. évi térképen már fel is van tüntetve.
Első lakosai szerbek voltak; az óbébi uradalommal Új-Oroszlámos is a Batthyány család birtokába került.
1785-ben gróf Batthyány Ignác erdélyi püspök Oroszlámos határában négy szerződéses dohánytermelő magyar falut telepített, e falvak benépesítésekor azonban kitűnt, hogy Erdélyből és Szeged vidékéről sokkal többen jelentkeztek, mint a mennyit az újonnan telepített községekben el tudtak volna helyezni, a többieket Új-Oroszlámoson helyezték el.
Félszázad alatt a magyarok annyira megszaporodtak, hogy a Batthyány család 1840-ben kápolnát és iskolát építtetett számukra. A községet aztán 1805-ben szabályozták, mert addig a házak szétszórva álltak.
1830-ban a tisza-marosi védgátak elkészültével, a község határában 6000 hold föld vált művelhetővé.
1848-1849-ben a fellázadt szerbek a gróf Batthyány által telepített Verbovicza-Sziget, Podlokány, és Újhely falvakat elpusztították, ezután ezeknek a lakosai is nagyrészt Oroszlámosra költöztek.
Az 1900-as elején gróf Batthyány László volt a település legnagyobb birtokosa.
1869-1870-ben gróf Batthyány-Tarnóczy Antónia új, díszes kápolnát építtetett a Szent Család tiszteletére. A görögkeleti temploma 1825-ben épült.
1910-ben 3537 lakosából 1811 magyar, 64 román, 1572 szerb volt. Ebből 1736 római katolikus, 54 református, 1681 görögkeleti ortodox volt.
Az 1900-as évek elején a községhez tartoztak: Kisszigettelep, Pálos-puszta, Miklós-, Antónia-, Belső-, Kissziget-, László-, Oroszlámosi József-, Susán- és Verba-majorok is.
A település a trianoni békeszerződés előtt Torontál vármegye Törökkanizsai járásához tartozott.

### Szigetfalu
Szigetfalu a középkorban Kisszigettelep helyén feküdt, földesurai, a Szigeti család tagjai voltak, akik az oklevelekben az 1450-1484. közötti években szerepeltek itt.
Szigetfalu valószínű, hogy a 16. század elején elpusztult, mert többé nincs adatunk róla.
1785-ben gróf Batthyány erdélyi püspök magyar dohánykertészeket telepített ide. Csak 15 házból állt e telep, mely 1848-ig önálló helység volt, az 1785-ben telepített Podlokány, Verbovicza-Sziget és Újhely helységekkel együtt. Az utóbbi három azonban 1848-1849-ben elpusztult és jelenleg csupán a Verbovicza-Sziget helyén épült Verba-major őrzi az egykori dohánytelepes községek emlékét.
A szabadságharc után gróf Batthyány Antónia a kisszigeti jobbágyokat Újhelyre telepítette át.

## Jegyzetek

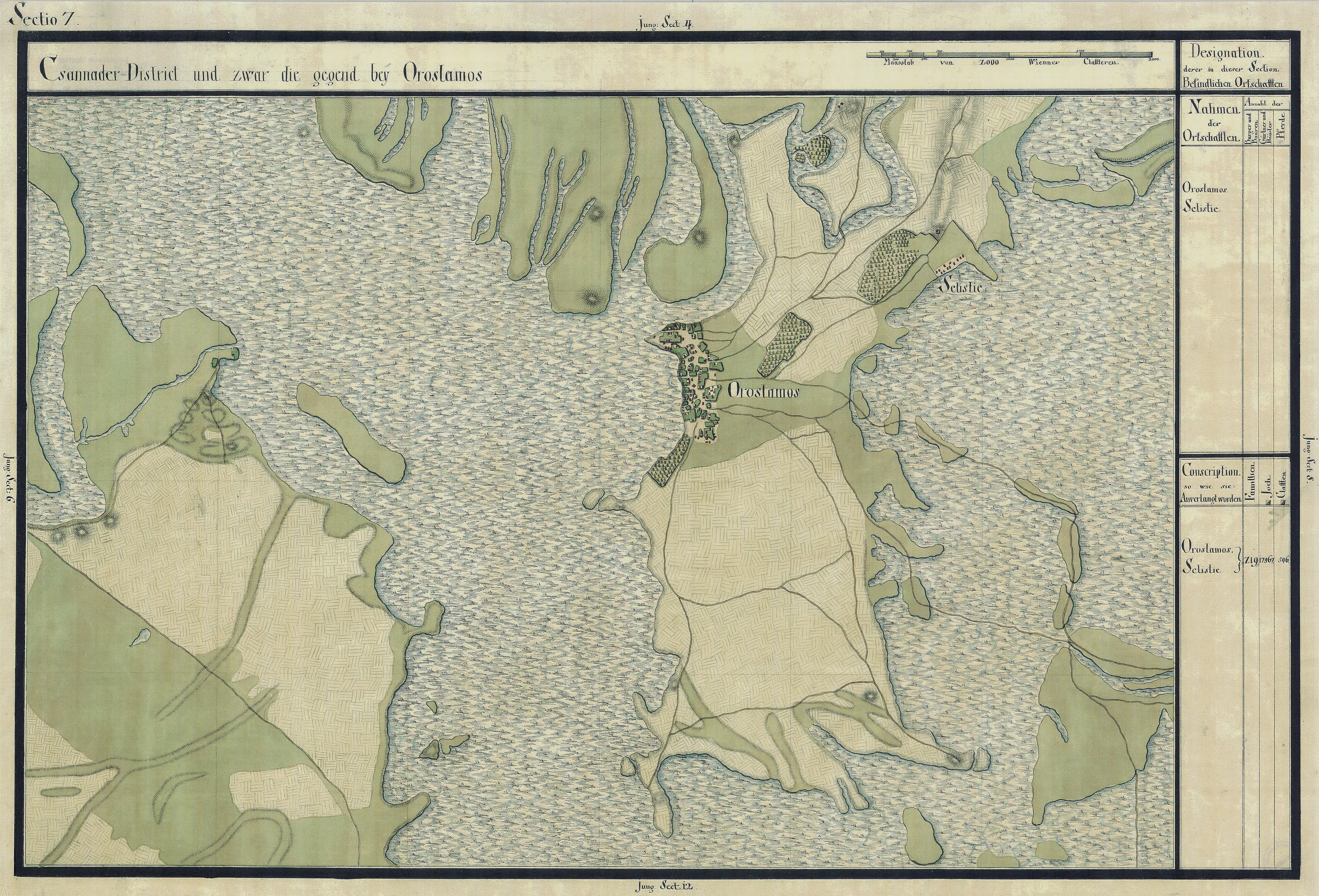
Oroszlámos egy régi térképen

## Népesség

### Demográfiai változások
| 1948 | 1953 | 1961 | 1971 | 1981 | 1991 | 2002 | 2011 |
| ---- | ---- | ---- | ---- | ---- | ---- | ---- | ---- |
| 3258 | 3133 | 3189 | 2710 | 2245 | 1912 | 1718 | 1398 |